# Kenneth Wiesner
Kenneth Wiesner   (Milwaukee, 17 de febrer de 1925 - Minocqua, 20 de març de 2019) va ser un atleta estatunidenc, especialista en el salt d'alçada, que va competir durant les dècades de 1940 i 1950.
Va estudiar a la Universitat Marquette, on va ser tres vegades campió de salt d'alçada de la NCAA, el 1944, 1945 i 1946. El 1945 també guanyà el campionat en pista coberta de l'AAU. A la fi de la temporada de 1946 es va retirar per exercir de dentista a la Marina dels Estats Units. Va tornar a competir el 1952 per disputar els Jocs Olímpics d'Estiu de Hèlsinki, on va guanyar la medalla de plata en la prova del salt d'alçada del programa d'atletisme. El 1953 va batre el rècord del món en pista coberta dues vegades.

## Millors marques
- Salt d'alçada. 2,10 metres (1953)[5]